# Apothekerkammer

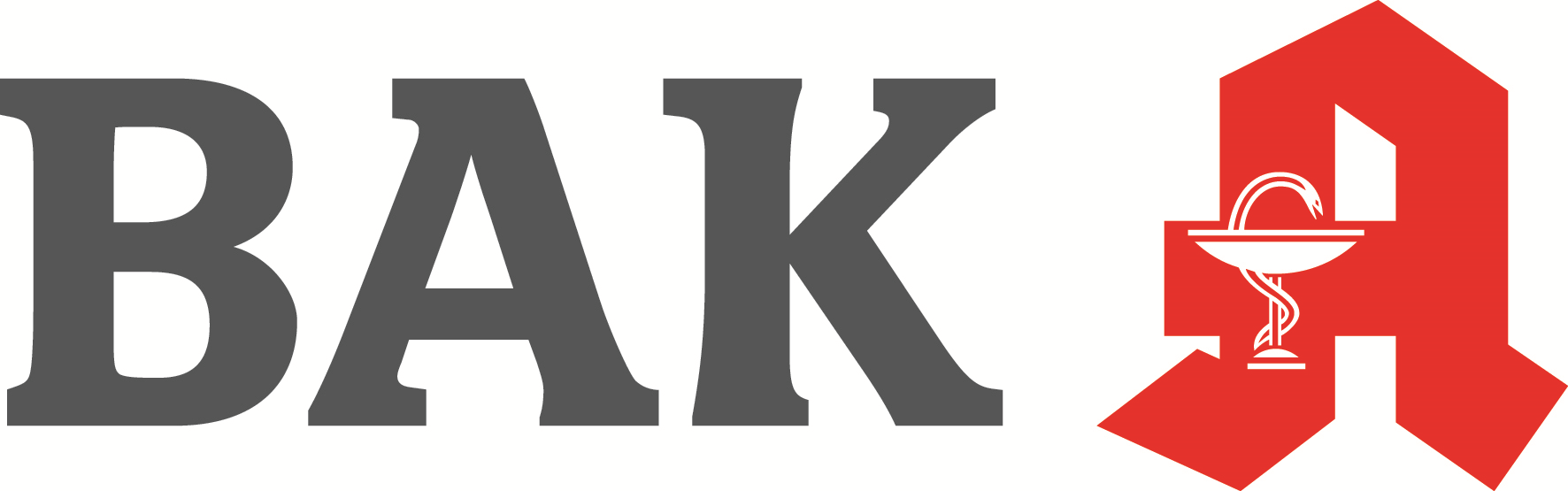
Das Logo der Bundesapothekerkammer (BAK) in Deutschland

Apothekerkammern sind Träger der berufsständischen Selbstverwaltung der Apotheker in Deutschland und Österreich. Sie sind in Deutschland als Körperschaften des öffentlichen Rechts für die Wahrung der beruflichen Belange der Apothekerschaft verantwortlich. Jeder Apotheker, nicht nur in öffentlichen Apotheken arbeitende, ist Pflichtmitglied der Apothekerkammer (Landesapothekerkammer), in deren Gebiet er seine Tätigkeit als Apotheker ausübt.

## Aufgaben
Die Aufgaben der Apothekerkammern sind jeweils durch Gesetze der Bundesländer (Heilberufe-Kammergesetze) geregelt. Sie umfassen im Allgemeinen:
- Entwicklung von Satzungen (Satzung der Apothekerkammer, Berufsordnung, Weiterbildungsordnung)
- Abnahme von Prüfungen (z. B. Fachapotheker-Prüfungen)
- Überwachung der Berufsausübung der Apotheker, beispielsweise auch durch Pseudo Customer
- Förderung der Fortbildung von Apothekern
- Förderung von Qualitätssicherungsmaßnahmen (siehe auch Zentrallaboratorium Deutscher Apotheker)
- Errichtung von Ethikkommissionen
- Vertretung der Berufsinteressen der Apotheker
- Unterstützung des öffentlichen Gesundheitsdienstes und fachliche Mitwirkung bei der Gesetzgebung
- Vermittlung bei Streitigkeiten unter Apothekern sowie zwischen Apotheker und Arzt oder Patient
- Einrichtung von Gutachter- und Schlichtungsstellen zur Klärung von Behandlungsfehlern im Bereich der Apothekerhaftung
- Organisation der Ausbildung für Pharmazeutisch-kaufmännische Angestellte (PKA)
- Herausgabe eines offiziellen Mitteilungsorgans (Apothekerkammer-Nachrichten)
- Organisation des Melde- und Beitragswesen für alle Mitglieder der Apothekerkammer
- Führen der Apothekerstatistik
- Betrieb von Sozialeinrichtungen für Apotheker und deren Angehörige (berufsständische Versorgung)
- Organisation und Durchführung der unterrichtsbegleitenden Veranstaltungen für Apotheker, nach Approbationsordnung
- Zuständigkeit für Dienstbereitschaftsregelung der Apotheken

Die Apothekerkammern sind nicht mit den Apothekerverbänden zu verwechseln, in dem Apothekenbesitzer freiwillige Mitglieder sind.
Die Landesapothekerkammern sind in der Bundesapothekerkammer zusammengeschlossen. Deren Präsident ist seit dem 26. November 2020 Thomas Benkert, zugleich Präsident der Bayerischen Landesapothekerkammer. Außerdem sind die Landesapothekerkammern gemeinsam mit den Landesapothekerverbänden auf Bundesebene zur ABDA – Bundesvereinigung Deutscher Apothekerverbände als Spitzenorganisation der deutschen Apothekerschaft zusammengeschlossen.
Insgesamt gibt es 17 Landesapothekerkammern, da Nordrhein-Westfalen in zwei Kammerbezirke (Nordrhein und Westfalen-Lippe) aufgeteilt ist.

## Geschichte
Die Arbeit der Apotheken wurde bereits früh in den Medizinalordnungen der jeweiligen Staaten reglementiert. Apotheken bedurften der staatlichen Konzession und standen unter staatlicher Aufsicht. Später entstanden Apothekervereine, deren Mitgliedschaft freiwillig war. Diese Vereine übernahmen auch standesrechtliche und Aufsichtsfunktionen. Anfang des 20. Jahrhunderts wurden diese in Apothekerkammern umgewandelt.
Im Großherzogtum Baden wurde mit Verordnung vom 7. Oktober 1864 ein Apothekerausschuss eingerichtet. Dieser wurde von den Apothekern selbst gewählt und hatte die Aufgabe der Interessenvertretung und der Handhabung der Disziplin der Apotheker. Die Apothekenaufsicht blieb jedoch Aufgabe des staatlichen Obermedizinalrates. Mit Gesetz vom 10. Oktober 1906 wurde in Baden dann eine Apothekenkammer gebildet.
Im Königreich Sachsen entstanden 1865 pharmazeutische Kreisvereine auf Ebene der vier Kreishauptmannschaften. Im gleichen Jahr schuf das Herzogtum Braunschweig eine Kammer der Ärzte und Apotheker Württemberg folgte 1875 und Hessen-Darmstadt 1876. Im Königreich Preußen entstanden erst 1901 Apothekerkammern. Diese wurden auf Ebene der Provinzen eingerichtet.

### Bundesapothekerkammer
- Bundesapothekerkammer

### Landesapothekerkammern
- Landesapothekerkammer Baden-Württemberg
- Bayerische Landesapothekerkammer
- Apothekerkammer Berlin
- Landesapothekerkammer Brandenburg
- Apothekerkammer Bremen
- Apothekerkammer Hamburg
- Landesapothekerkammer Hessen
- Apothekerkammer Mecklenburg-Vorpommern
- Apothekerkammer Niedersachsen
- Apothekerkammer Nordrhein
- Landesapothekerkammer Rheinland-Pfalz
- Apothekerkammer des Saarlandes
- Apothekerkammer Sachsen-Anhalt
- Sächsische Landesapothekerkammer
- Apothekerkammer Schleswig-Holstein
- Landesapothekerkammer Thüringen
- Apothekerkammer Westfalen-Lippe